# Les égarés
Les égarés (titulada para su distribución en castellano como  Fugitivos y Lejos del mundo) es una película franco-británica dirigida por André Téchiné en 2005.

## Sinopsis
Odile (Emmanuelle Béart) huye en compañía de sus dos hijos, Philippe y Cathy, del París invadido por las tropas nazis. Unidos a un grupo de refugiados que se dirigen desesperadamente hacia el sur, son víctimas de un ataque aéreo de los alemanes y solo la intervención de un enigmático adolescente salido de la nada, Yvan (Gaspard Ulliel), logra evitar un trágico desenlace. A pesar de que Odile desconfía del joven desconocido no tiene otro remedio que seguirle para salvar el pellejo. Así deciden instalarse en una casa de campo abandonada en espera de acontecimientos o del fin de la guerra. Una lucha por la supervivencia y un intrincado juego de secretos y mentiras, aislados del mundo y condenados a entenderse... y algo más. Yvan es detenido por las autoridades y al fin, dramáticamente, se revela su verdadera identidad.

## Comentario
André Techiné, uno de los grandes nombres del cine francés contemporáneo, y responsable de cintas como Los ladrones o Los juncos salvajes, firma esta historia ambientada en la Francia de 1940 y protagonizada por una de las más destacadas figuras femeninas de la industria gala, Emmanuelle Béart (El Infierno, Misión imposible).